# Little by little (groupe)
Pour les articles homonymes, voir Little by Little.
Little by little est un groupe de J-rock japonais constitué de deux membres : Hideco et Tetsuhiko.

## Histoire
Ce groupe s'est surtout fait connaître par sa participation dans de nombreux anime et drama, savoir :
- "Kanashimi wo Yasashisa ni" (悲しみをやさしさに?) : générique de début de la troisième saison de Naruto.
- "Love & Peace", le second générique de début de Superior Defender Gundam Force.
- "Ameagari no Kyuu na Sakamichi" (雨上がりの急な坂道?), la bande originale de la série Daisuki! Itsutsu ko 6 (大好き！五つ子6?).
- "Synchro" (シンクロ?), la bande originale du film Koi wa go-shichi-go! (恋は五・七・五！?).
- "Hummingbird", le générique de fin de Yakitate!! Japan.
- "Kimi Monogatari" (キミモノガタリ?), le troisième générique de fin de Naruto Shippûden.
- "Pray", la bande originale de la série Tokyo Ghost Trip (東京ゴースト・トリップ?).

Le groupe a choisi de se dénommer ainsi en raison de la chanson "Little by Little" d'Oasis, qui est un de leurs groupes préférés.

## Formation
- Hideco (ヒデコ, Hideko?) de son vrai nom Eiko Satō (佐藤 英子, Satō Eiko?), chanteuse.
- Tetsuhiko (テツヒコ, Tetsuhiko?) de son vrai nom Testuhiko Suzuki (鈴木 哲彦, Suzuki Testuhiko?), né le 31 juillet 1968, compositeur.